# OneDrive
（旧稱Windows Live SkyDrive）是微軟公司所推出的網絡硬碟及雲端服務。

## 名字
在2014年，微軟爲了消除侵權的疑慮，將SkyDrive改名為OneDrive。
原SkyDrive用戶自動轉向為OneDrive，SkyDrive Pro用戶則轉向OneDrive Business，原有文件不受影響。

## 歷史
OneDrive最初以Windows Live Folders為名推出，且僅開放給美國的少數測試者進行測試。
- 2007年8月1日，該服務開始對大眾開放。
- 2007年8月9日，Windows Live Folders改名為Windows Live SkyDrive，並且在英國和印度開放測試。[6]
- 2008年5月22日，Windows Live SkyDrive向全世界62個國家及地區推出。[7][8]
- 2008年12月3日，Windows Live SkyDrive服務向中國大陸地區用戶開放。
- 2012年4月24日，SkyDrive推出Windows、Mac、iOS、Windows Phone的同步上載應用。
- 2014年7月1日，微软使用全正加密技术（PFS）强化Outlook.com和OneDrive加密服务。[來源請求]

## 功能
用戶可以在OneDrive的網頁版及應用程式：
- 支援100GB的檔案
- 自動儲存，預防資料丟失
- 建立、試算表和
- 支援最新的微軟Office的文档格式
- 為文件打上標記或者存檔，以便組織管理
- 透過 Microsoft Account 來限制存取權限；對所有人公開的檔案，則不需要Microsoft Account即可存取[9]
- 使用者只要透過「拖拉」的方式便能將檔案上傳；如沒有安裝Silverlight或瀏覽器不支援HTML5时，每次只能上傳5個檔案

## OneDrive用户端

### 桌面版
- Microsoft Windows作業系統（Windows 10/11）
- Mac OS X 10.6以上版本（可由Mac App Store下載）

### 行動裝置
- iOS
- Android

### 中国大陆
2014年7月2日，OneDrive在中国大陆无法访问，其故障为DNS污染。虽然OneDrive在中国大陆无法正常访问网页版，但客户端以及企业版的连接，则完全正常。

## OneDrive for Business
2021年4月8日，微软宣布推出64位版OneDrive客户端（预览版），并于2021年8月推出正式版本。
OneDrive for Business是专为企业用户设计的托管式云端存储方案，取代了SharePoint Workspace的功能。
信息可以储存在企业内部自建的服务器上，也可以选择购买微软提供的云端订阅服务，进行托管。

## 储存空间
Office 365订阅用户可获得1TB储存空间，免费用户则有5GB储存空间；用戶亦可選擇付款擴充容量。
用户除了免費空間，还可以邀请新用户加入 OneDrive ；邀請人和受邀请者都可以获得0.5GB额外的储存空间，最高10GB。

### 過去相關改動
| 日期           | 緣起                                        | 说明 |
| -------------- | ------------------------------------------- | --- |
| 2008年12月3日  |                                             | 每個Windows Live SkyDrive的使用者帳戶容量從5GB提高至25GB |
| 2012年4月24日  | 「99.94%的使用者使用少於7GB」               | 將免費使用空間由25GB下調至7GB；限時容許舊會員重新調回25GB限額 |
| 2014年9月23日  |                                             | 将免费用户存储空间上调至15GB；如果用户使用OneDrive备份照片，则可再获得15GB奖励 |
| 2014年10月28日 |                                             | 为所有Office 365订阅用户提供无限云存储服务 |
| 2015年11月3日  | 「部分用户存在滥用问题」                    | 在2016年取消为Office 365订阅用户提供无限云存储服务的计划；Office 365订阅用户的云存储空间，将变为1TB；免费用户的云存储空间（包括先前的老用户奖励和上传照片奖励的空间）一律降低至5GB；随后宣布，将为在2016年1月1日起仍然使用了超过5GB云存储的用户，免费提供一年Office 365订阅，或全额退款，作为补偿 |
| 2015年12月12日 | 在收到累计超过7万用户的抗议后，微软做出妥协 | 所有在2016年前注册的用户在登錄微软指定的网站登记，登记后就可以保持免费存储容量不变，但没有登记的用户和2015年12月31后新注册的用户，免费空间都会缩减到5GB，Office 365的订阅用户也不能继续保持无限存储空间；部分Office 365用户仍将获得无限容量的OneDrive                                             |

## 類似服務
- Windows Live
- Windows Live Sync（前身為Foldershare）

## 引註
1. ↑  . Engadget中国版. 2014-01-27  [2014-02-15]. （原始内容存档于2014-02-21）.
2. ↑  Paul Thurrott. . Supersite for Windows.   [2014-02-20]. （原始内容存档于2014-02-20）.
3. ↑  .   [2014-02-04]. （原始内容存档于2014-02-04）.
4. ↑  .   [2014-02-04]. （原始内容存档于2014-05-14）.
5. ↑  .   [2009-01-15]. （原始内容存档于2007-06-29）.
6. ↑  .   [2009-01-15]. （原始内容存档于2008-05-11）.
7. ↑  .   [2009-01-15]. （原始内容存档于2008-07-04）.
8. ↑  Hot new updates to SkyDrive! （页面存档备份，存于） retrieved on 22 May 2008
9. ↑  将照片和文件上传到 Onedrive -Microsoft Office 帮助和培训
10. ↑  . The One Drive Blog (Microsoft). 2021-04-08  [2021-04-22]. （原始内容存档于2021-05-05）.
11. ↑  .   [2015年11月3日]. （原始内容存档于2015年11月3日）.
12. ↑  .   [2014-02-21]. （原始内容存档于2014-02-23）.
13. ↑  .   [2012-04-25]. （原始内容存档于2012-04-27）.
14. ↑  微軟SkyDrive即將把原有25GB縮成7GB，舊用戶仍可免費升級到25GB（有限時） （页面存档备份，存于） - 癮科技cool3c，2012年4月25日
15. ↑  微軟SkyDrive將免費空間調降7GB，老客戶限時調回25GB （页面存档备份，存于） - T客邦，2012年4月24日
16. ↑  .   [2015-11-11]. （原始内容存档于2015-04-24）.
17. ↑  .   [2015-11-11]. （原始内容存档于2015-03-12）.
18. ↑  . The One Drive Blog (Microsoft). 2015-11-02  [2015-11-12]. （原始内容存档于2015-11-13）.
19. ↑  . The One Drive Uservoice (Uservoice). 2015-11-03  [2015-11-21]. （原始内容存档于2015-12-04）.
20. ↑  . 驱动之家.   [2015-12-24]. （原始内容存档于2015-12-25）.

## 外部連結
- Microsoft OneDrive官方网站
- Microsoft OneDrive官方培训、支持和帮助页面（页面存档备份，存于）